# Charlotte Sethe
Wolbrechte Beate Charlotte Sethe (* 16. September 1785; † 4. November 1858), geb. Heßlingh, war eine ostfriesische Stifterin. Sie war eine Tochter des Justizdirektors Hermann Hesslingh (1750–1833) und dessen Ehefrau Sophie Marie von Halem (* 6. Januar 1761; † 3. April 1828), einer Tochter des Esenser Amtmanns Gerhard Henrich von Halem.
1804 heiratete sie den Juristen und Geheimen Regierungsrat Christian Sethe (1778–1864). Die Ehe blieb kinderlos. Charlotte vermachte ihr Vermögen in ihrem Testament vom 17. April 1844 dem neu einzurichtenden Sethe’sche Fräuleinstift für unverheiratet gebliebene vaterlose Töchter (Sethestift). In ihrem Testament legte sie auch den Stiftungszweck fest. Demnach sollten nur Damen aus bestimmten, mit ihr verwandten Familien der gehobenen gesellschaftlichen Schichten Aurichs, nachrangig auch Ostfrieslands und darüber hinaus, gefördert werden. Im Laufe der Zeit wurden aber auch Damen aufgenommen, die nicht aus dem Kreis der stiftsfähigen Familien stammten. Sie werden durch Gewährung einer freien Wohnung und einer vierteljährlich zu zahlenden Präbende unterstützt.
Charlotte Sethe starb am 4. November 1858. Sie wurde auf dem Friedhof in Aurich begraben. Die Stiftung nahm gut einen Monat nach ihrem Tod am 14. Dezember 1858 ihren Betrieb auf. Das Sethestift ist noch heute in Ostfriesland aktiv, die 1930 von ihr gekaufte Stiftsmühle steht unter Denkmalschutz und gilt als ein Wahrzeichen der Stadt Aurich.